# Astroblepus
Astroblepus är ett släkte av fiskar som ingår i ordningen malartade fiskar. Astroblepus är enda släktet i familjen Astroblepidae.

## Bildgalleri

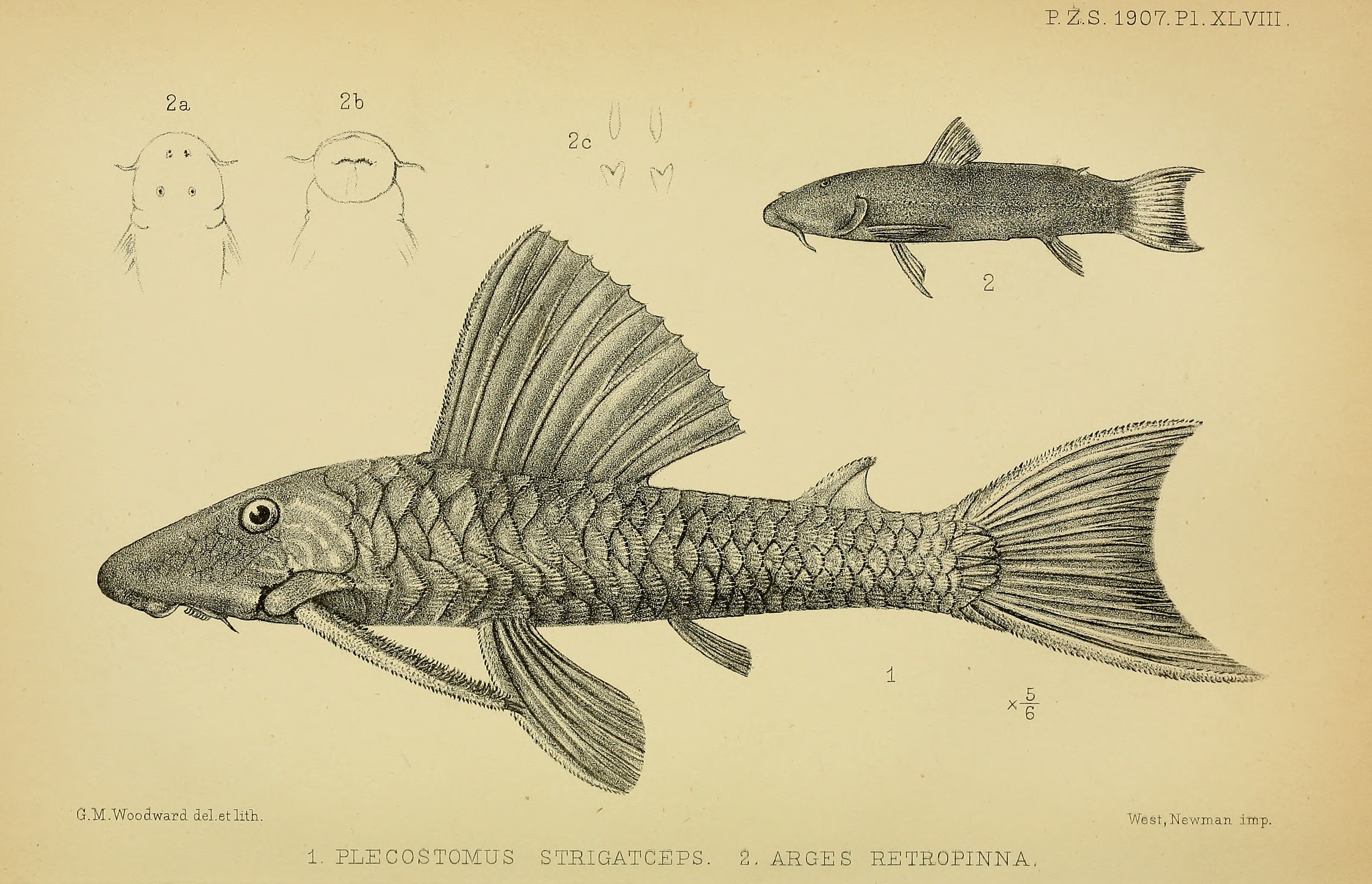
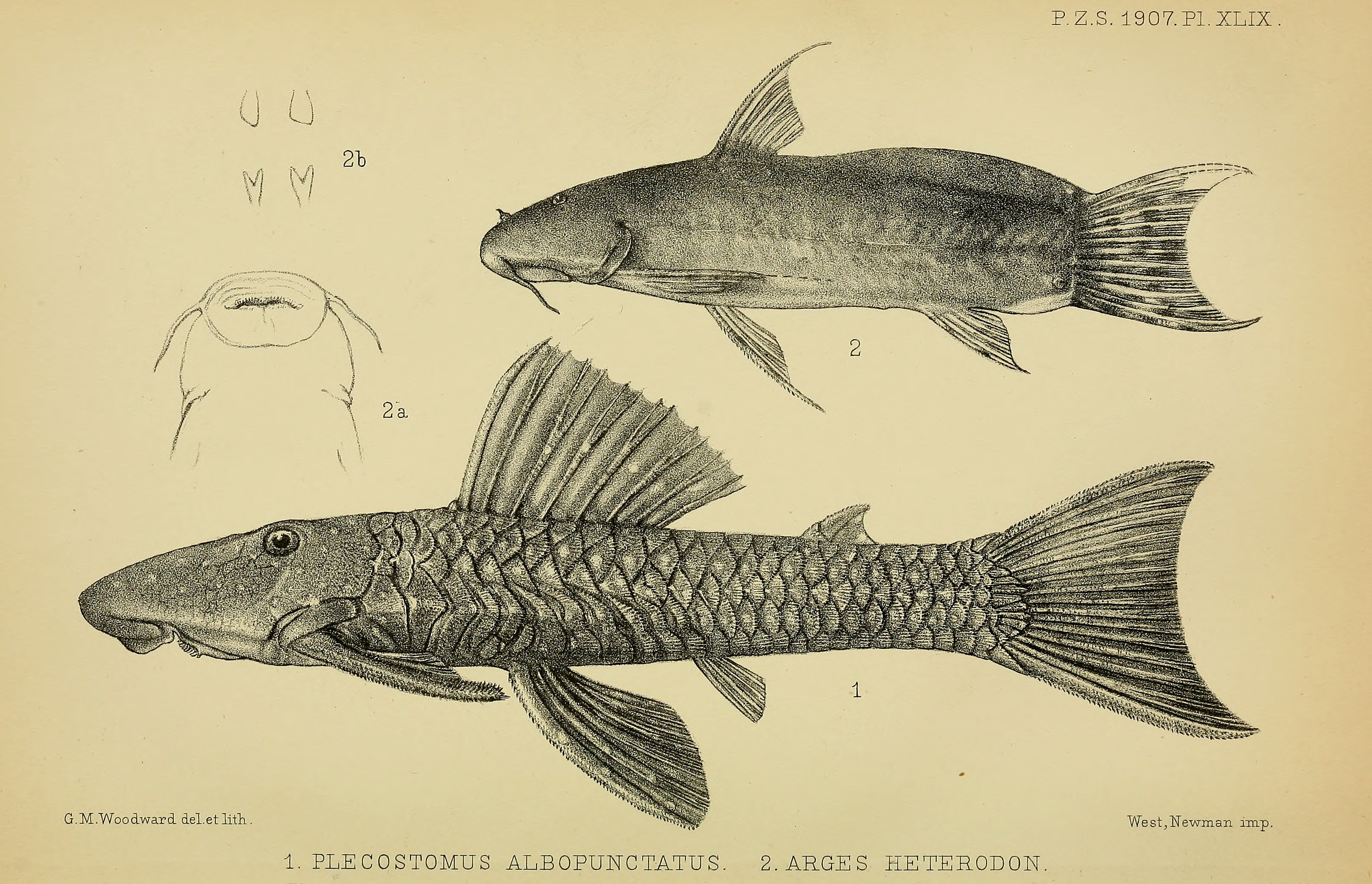
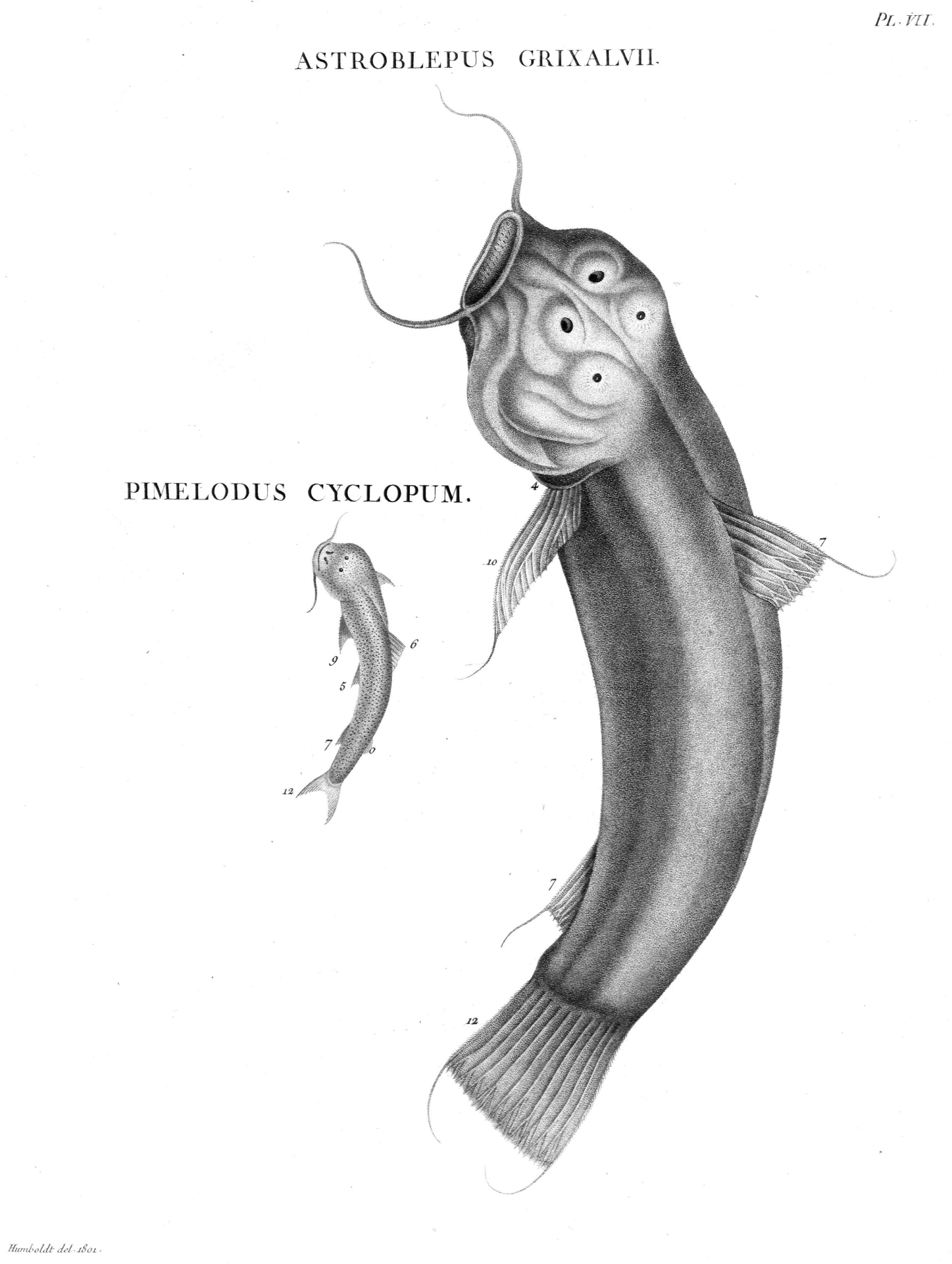

## Dottertaxa tillAstroblepus, i alfabetisk ordning[1]
- Astroblepus boulengeri
- Astroblepus brachycephalus
- Astroblepus caquetae
- Astroblepus chapmani
- Astroblepus chimborazoi
- Astroblepus chotae
- Astroblepus cirratus
- Astroblepus cyclopus
- Astroblepus eigenmanni
- Astroblepus festae
- Astroblepus fissidens
- Astroblepus formosus
- Astroblepus frenatus
- Astroblepus grixalvii
- Astroblepus guentheri
- Astroblepus heterodon
- Astroblepus homodon
- Astroblepus jurubidae
- Astroblepus labialis
- Astroblepus latidens
- Astroblepus longiceps
- Astroblepus longifilis
- Astroblepus mancoi
- Astroblepus mariae
- Astroblepus marmoratus
- Astroblepus micrescens
- Astroblepus mindoensis
- Astroblepus nicefori
- Astroblepus orientalis
- Astroblepus peruanus
- Astroblepus phelpsi
- Astroblepus pholeter
- Astroblepus pirrensis
- Astroblepus praeliorum
- Astroblepus prenadillus
- Astroblepus regani
- Astroblepus rengifoi
- Astroblepus retropinnus
- Astroblepus riberae
- Astroblepus rosei
- Astroblepus sabalo
- Astroblepus santanderensis
- Astroblepus simonsii
- Astroblepus stuebeli
- Astroblepus supramollis
- Astroblepus taczanowskii
- Astroblepus theresiae
- Astroblepus trifasciatus
- Astroblepus ubidiai
- Astroblepus unifasciatus
- Astroblepus vaillanti
- Astroblepus vanceae
- Astroblepus ventralis
- Astroblepus whymperi